# Ratko Varda
Ratko Varda (Bosanska Gradiska, Bosnia, 6 de mayo de 1979) es un jugador de baloncesto serbio. Mide 2,13 m (7′ 0″) de estatura y jugaba en la posición de pívot. Fue internacional con la selección de Yugoslavia y la de Bosnia-Herzegovina. En marzo de 2017, Ratko anuncia en su cuenta de Instagram su retirada de las canchas a los 37 años, pero en el mes de octubre anunció su regreso para jugar en el KK Dynamic de la segunda división de Serbia.

## Biografía
Ratko Varda comenzó su andadura en el baloncesto en las categorías inferiores del Estrella Roja de Belgrado. Luego pasaría a las categorías inferiores del KK Partizan de Yugoslavia, equipo con el que debutaría como profesional en el primer equipo en 1997. 
En este club permanecería hasta que en 2001 decide dar el salto a la NBA presentándose al Draft. Aunque no fue elegido en el draft, fue fichado por los Detroit Pistons esa misma temporada como agente libre. Tan sólo llega a jugar un partido con su equipo, consiguiendo 5 puntos y 1 rebote en 6 minutos de juego. La siguiente temporada la comienza lesionado. En noviembre de 2002 fue incluido en un traspaso múltiple entre su equipo y Washington Wizards, en el que los Wizards traspasaban a Richard Hamilton, Hubert Davis and Bobby Simmons a cambio de Jerry Stackhouse, Brian Cardinal y el propio Varda. Un mes más tarde Washington Wizards deja de contar con él y es cortado.
Tras la mala experiencia en el baloncesto estadounidense, Varda vuelve a Europa en enero de 2003 para jugar en el Olimpia de Ljubljana, de la liga eslovena, donde juega hasta final de temporada. En verano de 2003 se marcha al Apollon Patras de la liga griega. La siguiente temporada vuelve a cambiar de equipo, recalando en el Beşiktaş Jimnastik Kulübü turco. En Turquía completa una buena temporada, siendo elegido por la FIBA para ser integrante del equipo europeo del All Star de la Euroliga. Aun así, en verano de 2005 vuelve a cambiar de equipo y ficha por el BC Kiev de Ucrania.
En verano de 2006 ficha por el Real Madrid firmando un contrato de un mes de duración. Su buen rendimiento y las constantes lesiones de los pívots del equipo hace que el club blanco lo renueve hasta final de temporada. En enero de 2007 sufre una grave lesión en la rodilla (rotura del ligamento cruzado anterior) mientras disputaba un partido de la Copa ULEB, que le imposibilitará jugar lo que queda de temporada. Hasta el momento de la lesión, Varda ocupaba el rol de pívot suplente, promediando 13 minutos, 5.1 puntos y 2.9 rebotes en los 16 partidos de liga que disputó. Debido a la lesión, el Real Madrid le da de baja hasta final de temporada, fichando a Blagota Sekulić para ocupar su puesto.
Al finalizar la temporada termina su contrato con el equipo blanco. Tras un breve periodo sin equipo, en octubre de 2007 ficha por el ViveMenorca de la Liga ACB.
El pívot bosnio llegó a debutar en la NBA con Detroit Pistons en la temporada 2001-2002. En 20 años de carrera ha pasado por equipos como Partizan, Detroit, Olympia, Apollo, Besiktas, Kiev, Real Madrid, Menorca, Zalgiris, Khimki, Prokom, Azovmash, Mahram Tehran, Radnicki Kragujevac, Mega Vizura, Byblos, Kožuf y Sutjeska.

## Palmarés
- 1 Campeonato de Europa sub-22 con la Selección de Yugoslavia en 1998
- 1 Copa de Yugoslavia con el KK Partizan Belgrado en 2000.
- 1 subcampeonato de la YBL (liga yugoslava) con el KK Partizan Belgrado en 2000.
- 1 Copa de Eslovenia con el Olimpia de Ljubljana en 2003.
- 1 subcampeonato de la SVN (liga eslovena) con el Olimpia de Ljubljana en 2003.
- 1 subcampeonato de la TBL (liga turca) con el Besiktas de Estambul en 2005.
- 1 subcampeonato de la Copa de Ucrania con el BC Kiev en 2006.
- 1 subcampeonato de la Superleague (liga ucraniana) con el BC Kiev en 2006.
- 1 Copa ULEB con el Real Madrid en 2007.
- 1 Liga ACB con el Real Madrid en 2007.

## Distinciones individuales
- Internacional por Yugoslavia en las categorías de cadete, júnior, sub-22, universitaria y absoluta.
- Participante del Euroleague All Star en 2005.